# Polukrilci
Polukrilci (Hemiptera), red kukaca u kohorti Paraneoptera. Glavni su mu predstavnici opančari (Pyrrhocoridae), stjenice (Reduviidae), ploštice (Pentatomidae), pjenuše (Cercopidae) i cvrčci (Cicadidae).
Ovaj red ima oko 80 000 vrsta a prvi ga je opisao Linnaeus, 1758. Mnogi ovi kukci su štetnici na poljoprrivrednim usjevima. 

## Podredovi
- Auchenorrhyncha  
  - Infrared Cicadomorpha
  - Infrared Fulgoromorpha
- Coleorrhyncha  
  - Porodica: Peloridiidae
- Heteroptera 
  - Infrared Cimicomorpha Leston, Pendergrast & Southwood, 1954
  - Infrared Dispsocoromorpha Miyamoto, 1961
  - Infrared Enicocephalomorpha
  - Infrared Gerromorpha Popov, 1971
  - Infrared Leptopodomorpha Popov, 1971
  - Infrared Nepomorpha Popov, 1968
  - Infrared Pentatomorpha Leston, Pendergrast & Southwood, 1954
- Sternorrhyncha 
  - Natpoodica: Coccoidea Hennings, 1900
  - Natpoodica: Psylloidea
  - Natpoodica: Aphidoidea
  - Natpoodica: Aleyrodoidea
  - Natpoodica: Phylloxeroidea